# Route des vins

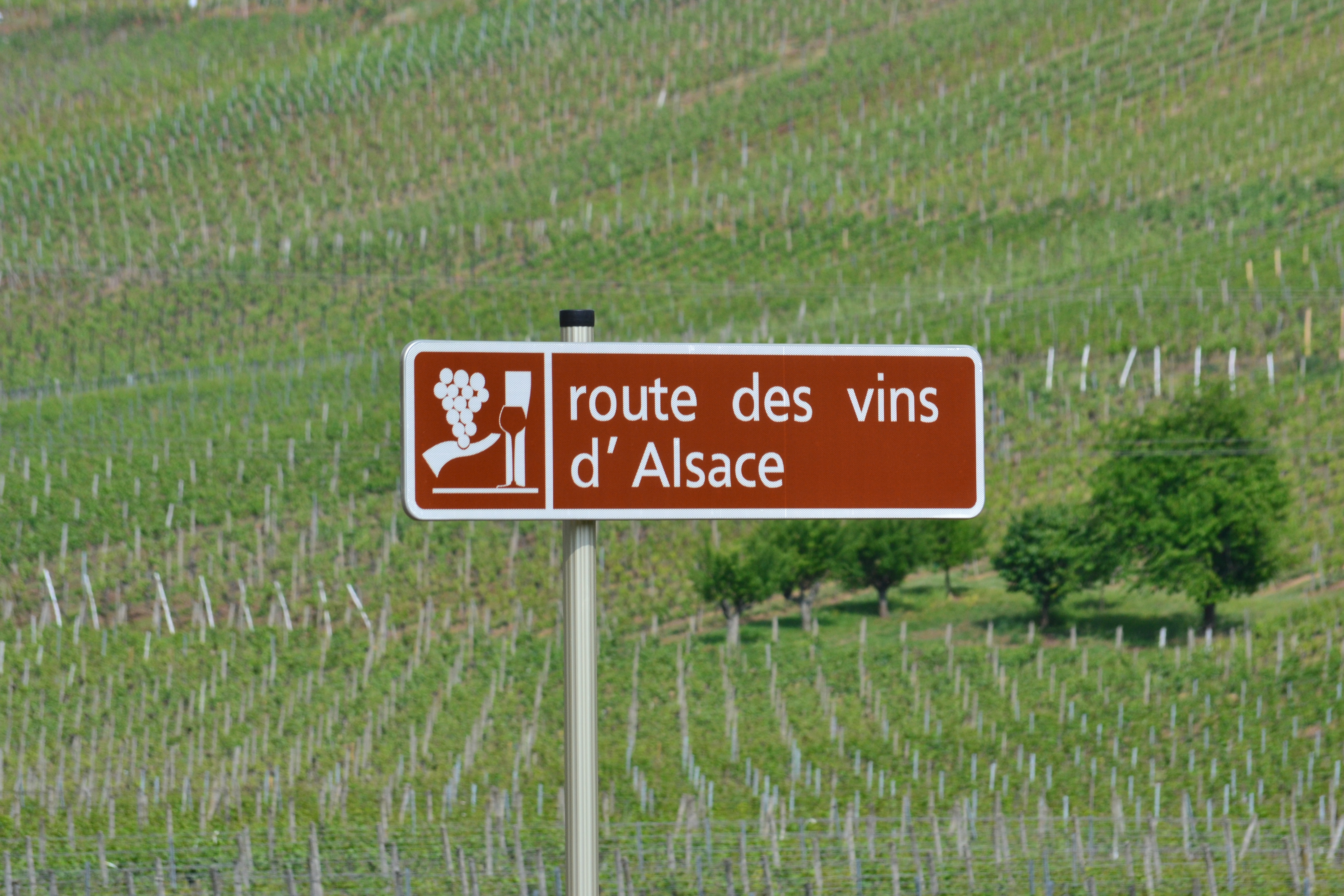
Panneau signalétique d'une route des vins en France.

Une route des vins est une route touristique dont l'objet est la découverte des productions vinicoles du terroir traversé, mais aussi des paysages et des patrimoines matériel et immatériel de cette région.
La fréquentation d'une route des vins relève d'une pratique d'œnotourisme. Cet exercice touristique peut se pratiquer suivant différents modes de déplacements tels que la voiture individuelle, le vélo ou la marche à pied. En fonction des terroirs, des politiques touristiques, des modes de production, chaque route des vins a son originalité et ses particularités, proposant de multiples activités telles la randonnée à travers les vignobles, les visites de caves, la découverte d'un patrimoine architectural lié au vin. Le parcours d'une route des vins peut s'effectuer en quelques heures ou plusieurs jours, impliquant l'intégration d'une offre d'hébergement souvent spécifique (chambres d'hôtes, camping à la ferme…).

## Historique
Au XXe siècle, la mise en place des routes des vins répond à des exigences essentiellement économiques, à l'heure de la recherche de productions plus qualitatives. Les premières routes sont censées faciliter la fidélisation d'une clientèle et renforcer les circuits commerciaux ; la Route des Grands Crus de Bourgogne est inaugurée dès 1937, suivie en 1953 par la Route des vins d'Alsace.

## Activités
Il s'agit de l'activité la plus emblématique de l'œnotourisme.

### Visites de vignobles
C'est le long de ces routes touristiques, que les visiteurs vont pouvoir visiter les domaines viticoles qui jalonnent autour d'itinéraires. Pour faciliter l'accès à ceux-ci, ils sont composés de plusieurs panneaux informant le public du parcours à utiliser.

### Visites de caves
Les caves touristiques sont ouvertes à la visite.

## Route des vins par pays

### France
Grand pays producteur de vin, le vignoble français est connu et reconnu dans le monde entier comme étant le pays du vin ». Par une importante surface des champs de vigne qui représente environ 755 000 hectares, le pays compte un grand nombre de routes des vins à travers son territoire. Les routes des vins existent dans l'hexagone depuis 1953 avec la route des vins d’Alsace qui est la plus ancienne route des vins de France. 
- Route des vins d'Alsace, créée en 1953 elle s'étend sur plus de 170 kilomètres et traverse 119 communes, à travers les départements du Haut-Rhin et du Bas-Rhin. Depuis 2019, la Route des Vins d'Alsace est labelisée Vignobles & découvertes. Son emblème est le vin blanc[2].
- Route des Grands Crus (Bourgogne)
- Route touristique du Champagne
- Route des vins des Côtes du Rhône
- Route touristique des vins du Jura
- Route du vin en Roussillon
- Route des vins de Bergerac
- Route des vins de Bordeaux
- Route des vins de Cahors
- Route touristique des vignobles du cognac et du pineau : Les Étapes du Cognac
- Route des vins du Jurançon
- Route des vins de Moselle
- Route des vins de Provence
- Circuit des vins de Savoie
- Route des vins du Val de Loire

### Afrique du Sud
La route des vins ou Route 62 englobe les régions d'Hermanus, Elgin, Franschhoek, Stellenbosch, Paarl et du Swartland. L'œnotourisme est principalement développé à Stellenbosch. Elle est considérée comme la route des vins la plus longue du monde.

### Allemagne
- Deutsche Weinstraße
- Naheweinstraße (de)
- Sächsische Weinstraße (de)

### Italie

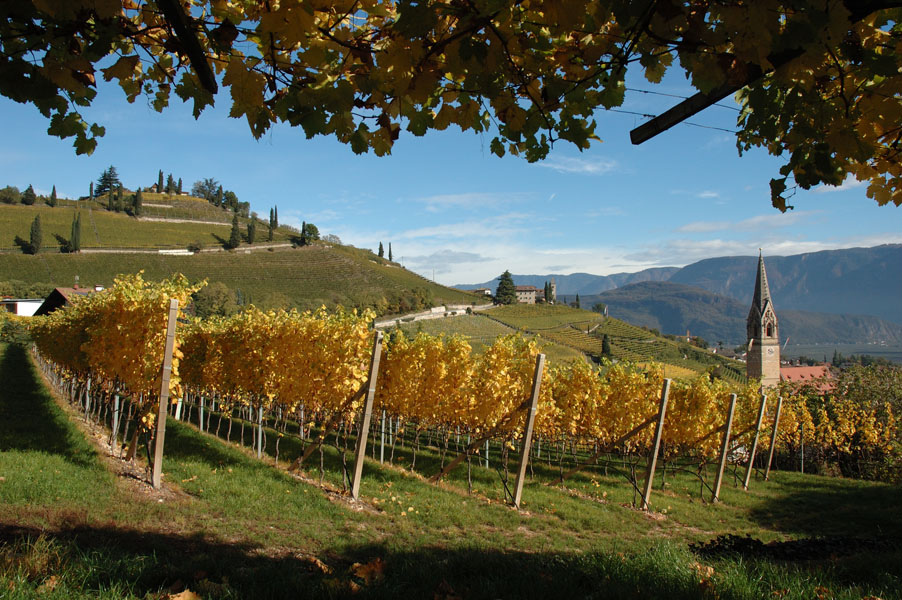
Strada del vino en province de Bolzano

La première strade del vino (route du vin en italien) est née dans le Frioul sur le vignoble de Collio, non loin de Venise en 1963.
- Strade del vino
- Strada del vino Erice DOC
- Strada del Barolo
- Strada del vino dei Colli Euganei (it)

### Canada
- Route des vins du Québec
- Niagara-on-the-Lake Wine Route
- Okanagan valley wine country

### Portugal
- Rota dos Vinhos Verdes
- Rota do Vinho Verde Alvarinho
- Rota do Vinho do Porto
- Rota da Bairrada
- Rota dos Vinhos da Península de Setúbal

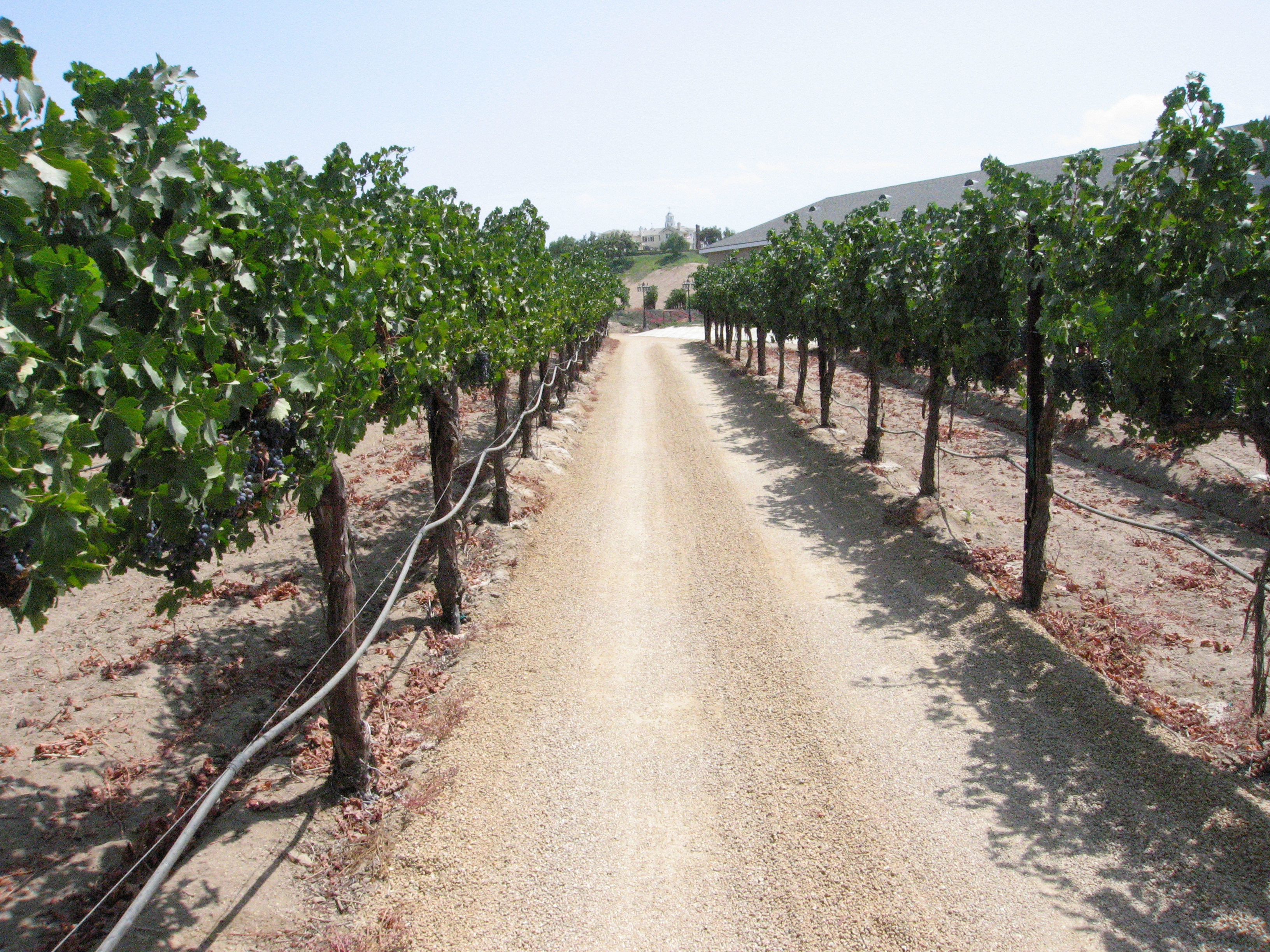
Route des Vins en Californie.

- Rota do Vinho do Alentejo

## Au cinéma
- Sideways (2004)
- Saint Amour (2016)